# Sint-Benedictuskerk (Quedlinburg)
De Sint-Benedictuskerk (Duits: Marktkirche St. Benedikti) is een laatgotische hallenkerk in de Duitse stad Quedlinburg. De kerk behoort tot de evangelische kerkgemeenschap van Quedlinburg.

## Bouwgeschiedenis
De Sint-Benedictuskerk werd voor het eerst in 1233 als ecclesia forensis (marktkerk) vermeld. De oorsprong van de kerk ligt echter vermoedelijk veel verder in de geschiedenis en gaat terug op een niet te dateren wegkerk op de kruising van een aantal handelswegen.
Men begon in het begin van de 12e eeuw te bouwen aan een drieschepige romaanse basiliek in kruisvorm. In de 15e eeuw werd de kerk tot een laatgotische hallenkerk verbouwd. Van 1410-1426 volgde nieuwbouw van het koor. Tegelijkertijd werd ook de noordelijk aangrenzende Kalandskapel opgericht. Van een geplande soortgelijke kapel aan de zuidzijde werd wegens gebrek aan financiële middelen afgezien. Op deze plaats ontstond tegen het einde van de 15e eeuw de sacristie.
Gedurende de tweede helft van de 15e eeuw werd het kerkschip verbouwd en aanmerkelijk verbreed. Het vlakke plafond van de kerk werd in 1663 door een houten, met kleurige beschilderingen gedecoreerd, tongewelf vervangen.
In de jaren 1868-1870 volgde een algehele renovatie van de kerk. De in de 17e eeuw in de zijschepen gebouwde galerijen en herenbanken werden verwijderd en een voor rouwplechtigheden gebouwde Mariakapel en een hal aan het noordelijke schip werden gesloopt.
In 1901 brandden beide torens af en werden vervolgens in oude stijl herbouwd.
Gedurende de DDR-tijd werd aan de kerk slechts het hoogst noodzakelijke onderhoud verricht. Nieuwe restauraties volgden na de Wende.

## Interieur
Koor:
- Het indrukwekkende barokke hoogaltaar met een schilderij van de profeet Jona en beelden van koning David, Mozes, Johannes en Petrus dateert van 1700.
- Het barokke doopvont van albast uit 1648 betreft een donatie van de patriciër Eberhard Heidfeld.
- De gebrandschilderde ramen.

Kerkschip:
- Een kansel in de stijl van de laat-renaissance rustend op een beeld van de aartsengel Gabriël.
- Een barokke ouderlingenbank (1687).
- Het koorgestoelte, waarvan de herkomst onbekend is en dat geplaatst werd tijdens de grote renovatie in de jaren 1868-1870.
- Een gotisch vleugelaltaar uit circa 1500 met piëta is het oudste voorwerp uit het kerkschip. De herkomst ervan is onbekend.
- Het orgel, dat met 52 registers en 3310 pijpen het grootste orgel van Quedlinburg en omgeving is.

Kalandkapel:
- In de Kalandkapel bevindt zich een gotisch vleugelaltaar.
- Ter linkerzijde van het altaar bevinden zich een aantal epitafen.
- Ter rechterzijde van het altaar hangen een aantal schilderijen van predikanten.
- Het grote beeld van Koning David diende oorspronkelijk ter ondersteuning van de barokke galerij van het orgel.

## Trivia
Dak en dakstoel van de Benedictuskerk zijn aangewezen als beschermd leefgebied van de vale vleermuis.
Noordelijk van de kerk bevindt zich het "Goetze Mausoleum" (het graf van de koopman Christoph Gebhardt), een restant van het voormalige kerkhof dat bij de kerk lag.